# Знак «Наставник молодёжи»
Знак «Наставник молодёжи» — награда в СССР, учреждённая в 1975 году ВЦСПС и ЦК ВЛКСМ. Вручался за заслуги в воспитании молодого поколения. Знаком прекратили награждать с ликвидацией ВЛКСМ и ВЦСПС.

## История

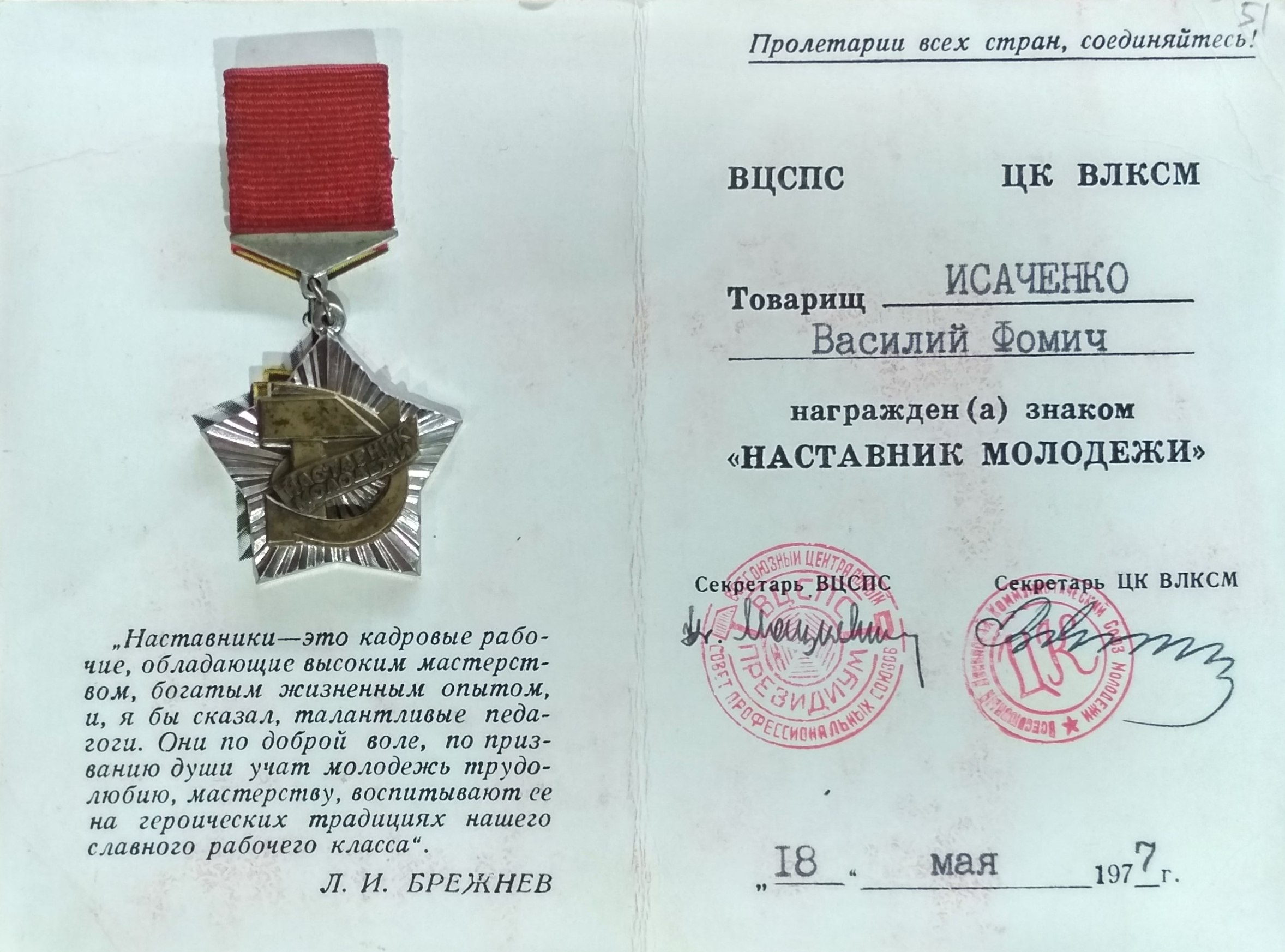
Удостоверение к нагрудному знаку “Наставник молодёжи” 1977 год.

13 ноября 1973 года вышло первое постановление Бюро ЦК ВЛКСМ о награждении знаком «Наставник молодежи» 34 рабочих и колхозников, среди которых зачинатели наставнического движения С. С. Витченко, Н. А. Феноменов, О. П. Вахмянина, А. Л. Шаталин и другие. 24 февраля 1975 года вышло совместное постановление президиума ВЦСПС и ЦК ВЛКСМ «О дальнейшем развитии массового движения наставников молодых рабочих и колхозников», согласно которому учреждалась почётная награда «Наставник молодёжи» для наставников, добившихся наилучших результатов в обучении и воспитании молодых рабочих и колхозников.

## Описание
Знак представляет собой гранёную звезду серебристого цвета с серпом и молотом бронзового цвета. На серп и молот наложена лента с надписью «Наставник молодёжи». Прямоугольная колодочка обвита красной муаровой лентой.